# تشاك باغانو
تشاك باغانو (بالإنجليزية: Chuck Pagano)‏ هو مدير فني أمريكي، ولد في 2 أكتوبر 1960 في بولدر في الولايات المتحدة.